# Oxie härad
Oxie härad var ett härad i sydvästra Skåne, i dåvarande Malmöhus län. Det motsvaras idag av hela eller delar av Malmö kommun, Svedala kommun, Vellinge kommun och Staffanstorps kommun. Häradets areal var 1928 230,21 kvadratkilometer varav 226,38 land. Tingsplats var sedan 1600-talet Klörup gemensamt med Skytts härad, som 1904 flyttades till Malmö.  

## Vapnet
Häradsvapnet, som inte är officiellt fastställt, beskrivs enligt följande: "I fält av guld en röd oxe".

## Namnet
Häradsnamnet är taget efter socknen och kyrkbyn med samma namn. Detta skrevs omkring 1130 in uilla Oshœgu. Det innehåller os; "åmynning"  eller "källsprång", vilket har oklar syftning, samt hög, "(grav)hög".

## Socknar
Oxie härad utökades med Svedala socken 1865, men började 1911 stegvis krympa i takt med Malmö stads inkorporeringar. 
Socknar i nuvarande Malmö kommun
- Bunkeflo
- Fosie (inkorporerad i Malmö stad 1931)
- Glostorp
- Husie (inkorporerad i Malmö stad 1935)
- Hyllie (inkorporerad i Malmö stad 1915)
- Lockarp
- Oxie
- Södra Sallerup (inkorporerad i Malmö stad 1952)
- Tygelsjö
- Västra Klagstorp
- Västra Skrävlinge (inkorporerad i Malmö stad 1911)

I nuvarande Svedala kommun
- Svedala (överfört från Vemmenhögs härad 1865)
- Törringe
- Västra Kärrstorp

I nuvarande Staffanstorps kommun
- Särslöv

I nuvarande Vellinge kommun
- Arrie
- Eskilstorp
- Gessie
- Hököpinge
- Mellan-Grevie
- Södra Åkarp
- Västra Ingelstad
- Östra Grevie

## Geografi
Häradet är beläget i sydvästra Skåne, öster och söder om Malmö. Det utgör norra Söderslätt, Skånes bördigaste område. Skog finns bara i Svedala socken.
Sätesgårdar var Månstorps kungsgård med ruinen Månstorps gavlar (Västra Ingelstads socken), Katrinetorps herrgård (Bunkeflo), Petersborgs herrgård (Bunkeflo), Lindholmens säteri med Lindholmens borgruin (Svedala - socknen överfördes från Vemmenhögs härad 1865), Norra Lindveds herrgård (Svedala), Södra Lindveds herrgård (Svedala), Snapparps herrgård (Västra Kärrstorp) och Bulltofta herrgård (Västra Skrävlinge). Inom den historiska Malmö stads område finns Malmöhus slott.

## Län, fögderier, tingslag, domsagor och tingsrätter
Häradet hörde mellan 1526 och 1996 till Malmöhus län. Från 1997 ingår området i Skåne län.  Församlingarna tillhör(de) Lunds stift
Häradets socknar hörde till följande fögderier:
- 1720-1873 Oxie, Skytts och Vemmenhögs fögderi
- 1874-1917 Oxie och Skytts fögderi
- 1918-1990 Malmö fögderi ej mellan 1952 och 1967 för Törringe och Västra Kärrstorps socknar, till 1992 för Svedala socken, till 1952 och mellan 1967 och 1974 för Särslövs socken samt till 1 juli 1946 och från 1982 för socknarna i Vellinge kommun
- 1946-1990 Trelleborgs fögderi  från 1952 till 1967 för Törrimge och Västra Kärrstorps socknar, från 1992 för Svedala socken, mellan 1 juli 1946 och 1967 samt från 1982 för socknarna i Vellinge kommun
- 1952-1966, 1974-1990 Lunds fögderi för Särslövs socken

Häradets socknar tillhörde följande  tingslag, domsagor och tingsrätter:
- 1682-1872 Oxie härads tingslag i
  - 1682-1690 Torna, Bara och Oxie häraders domsaga
  - 1691-1864 Oxie, Skytts och Vemmenhögs häraders domsaga
  - 1851-1872 Oxie och Skytts häraders domsaga
- 1873-1970 Oxie och Skytts häraders tingslag i Oxie och Skytts häraders domsaga

- 1971- Lunds domsaga för socknarna i Staffanstorps kommun
- 1971- Malmö domsaga  för socknarna i Malmö kommun och från 2005 för de i Vellinge kommun
- 1971-2005 Trelleborgs domsaga för socknarna i Svedala och Vellinge kommuner
- 2005- Ystads domsaga för socknarna i Svedela kommun